# (52246) Donaldjohanson
(52246) Donaldjohanson ist ein im inneren Hauptgürtel gelegener Asteroid. Er wurde am 2. März 1981 von dem US-amerikanischen Astronomen Schelte John Bus am Siding-Spring-Observatorium (IAU-Code 413) im australischen Warrumbungle-Nationalpark entdeckt.
Der mittlere Durchmesser des Asteroiden wurde mithilfe des Wide-Field Infrared Survey Explorers (WISE) mit 3,895 (±0,013) Kilometer berechnet, die Albedo mit 0,103 (±0,019).
(52246) Donaldjohanson wurde am 25. Dezember 2015 nach dem US-amerikanischen Paläoanthropologen Donald Johanson (* 1943) benannt. Johanson war Mitentdecker von Lucy, einem Fossil eines Australopithecus afarensis. Nach Lucy war schon 2008 der von William Kwong Yu Yeung 2001 entdeckte Asteroid (32605) Lucy benannt worden. Ebenfalls nach Lucy wurde 2023 ein weiterer Asteroid benannt, der im Rahmen des Lincoln Near Earth Asteroid Research (LINEAR) entdeckte (152830) Dinkinesh.

Flugbahn der Raumsonde Lucy (magenta). Die Bahn von Donaldjohnson ist grün dargestellt. Weitere Bahnen: blau: Erde, cyan: Eurybares, gold: Orus, orange: Patroclus

## Asteroidenfamilie
Der italienische Astronom Vincenzo Zappalà hat unter Zuhilfenahme einer hierarchischen Clusteranalyse in einer Publikation von 1995 (et al.) eine Zugehörigkeit des Asteroiden zur Erigone-Familie hochgerechnet, einer nach (163) Erigone benannten Gruppe von Asteroiden. Eine Zugehörigkeit zur Erigone-Familie publizierten ebenfalls Thais Mothé-Diniz, Fernando Roig und Jorge Márcio Carvano im Jahre 2012 sowie David Nesvorny 2015.
In der Datenbank AstDyS-2 wird (52246) Donaldjohanson keiner Asteroidenfamilie zugeordnet.

## Vorbeiflug der Raumsonde Lucy
Die Raumsonde Lucy hob am 16. Oktober 2021 vom Space Launch Complex 41 der Cape Canaveral Space Force Station ab, um Jupiter-Trojaner zu erforschen. Auf dem Weg zum Jupiter näherte sich die Sonde am 20. April 2025 Donaldjohanson auf 922 Kilometer an, um dann weiter zum Jupiter-Trojaner (3548) Eurybates und dessen Mond Queta zu fliegen, an denen sie am 12. August 2027 in 1000 Kilometer Entfernung vorbeifliegt. Beim Vorbeiflug an Donaldjohanson hatte die Sonde eine Geschwindigkeit von 13,4 km/s (48.240 km/h).